# Björn Ranelid
Pour les articles homonymes, voir Ranelid.
Björn Ranelid est un auteur suédois né le 21 mai 1949 à Malmö, dans le sud du pays. Depuis ses débuts en 1983, Ranelid a publié une vingtaine de romans et environ cinq cents articles dans des journaux et des magazines. Il est également connu comme conférencier. Ranelid est une des personnalités les plus brillantes sur la scène littéraire de Suède, avec cinq romans majeurs depuis 2000. Il habite Stockholm depuis 1989.
Ses œuvres sont traduites en français, anglais, allemand, norvégien et en finnois.